# Frank Reginald Carey
Pour les articles homonymes, voir Carey.
Frank Reginald « Chota » Carey, né le 7 mai 1912 à Brixton et mort le 6 décembre 2004 à Chichester, est un pilote de chasse britannique.
Pilote de chasse de la Royal Air Force (RAF), il abat plus de 28 avions ennemis lors de la Seconde Guerre mondiale.